# Valea Largă
Valea Largă là một xã thuộc hạt Mureș, România. Dân số thời điểm năm 2002 là 3379 người.